# Lista wulkanów Kostaryki
Zasugerowano, aby zintegrować ten artykuł z artykułem wulkany Kostaryki. Nie opisano powodu propozycji integracji.
Poniższa lista zawiera aktywne, drzemiące oraz wygasłe wulkany w Kostaryce.

## Wulkany
| Nazwa              | Wysokość (m n.p.m.) | Współrzędne geograficzne                   | Ostatnia erupcja (rok/okres) |
| ------------------ | ------------------- | ------------------------------------------ | ---------------------------- |
| Arenal             | 1670                | 10°27′47″N 84°42′11″W/10,463000 -84,703000 | 2010                         |
| Barva              | 2906                | 10°08′06″N 84°06′00″W/10,135000 -84,100000 | 6050 BC                      |
| Cacao              | 1659                | 10°58′38″N 85°27′05″W/10,977222 -85,451389 | –                            |
| Cacho Negro        | 2136                | 10°11′38″N 84°02′38″W/10,194000 -84,044000 | –                            |
| Cerro Tilaran      | 634                 | 10°27′04″N 84°58′41″W/10,451000 -84,978000 | –                            |
| Chato              | 1140                | 10°26′31″N 84°41′19″W/10,441944 -84,688611 | 3500 lat temu                |
| Congo              | 2014                | 10°15′14″N 84°13′41″W/10,253889 -84,228056 | –                            |
| Irazú              | 3432                | 9°58′44″N 83°51′07″W/9,979000 -83,852000   | 1994                         |
| Laguna Poco Sol    | -                   | -                                          | –                            |
| Miravalles         | 2028                | 10°47′02″N 85°09′11″W/10,784000 -85,153000 | 1946                         |
| Orosí              | 1659                | 10°58′48″N 85°28′23″W/10,980000 -85,473000 | 3500 lat temu                |
| Platanar           | 2267                | 10°18′00″N 84°21′58″W/10,300000 -84,366000 | Holocen                      |
| Poás               | 2708                | 10°12′00″N 84°13′59″W/10,200000 -84,233000 | 2011                         |
| Rincón de la Vieja | 1916                | 10°49′48″N 85°19′26″W/10,830000 -85,324000 | 2011                         |
| El Viejo           | 2122                | 10°30,0′N 85°11,4′W/10,500000 -85,190000   | –                            |
| Tenorio            | 1916                | 10°40′23″N 85°00′54″W/10,673000 -85,015000 | -                            |
| Turrialba          | 3340                | 10°01′30″N 83°46′01″W/10,025000 -83,767000 | 2012                         |